# Olios gravelyi
Olios gravelyi är en spindelart som beskrevs av Sethi och Benoy Krishna Tikader 1988. Olios gravelyi ingår i släktet Olios och familjen jättekrabbspindlar. Inga underarter finns listade i Catalogue of Life.